# Amitis (esposa de Nabucodonosor)

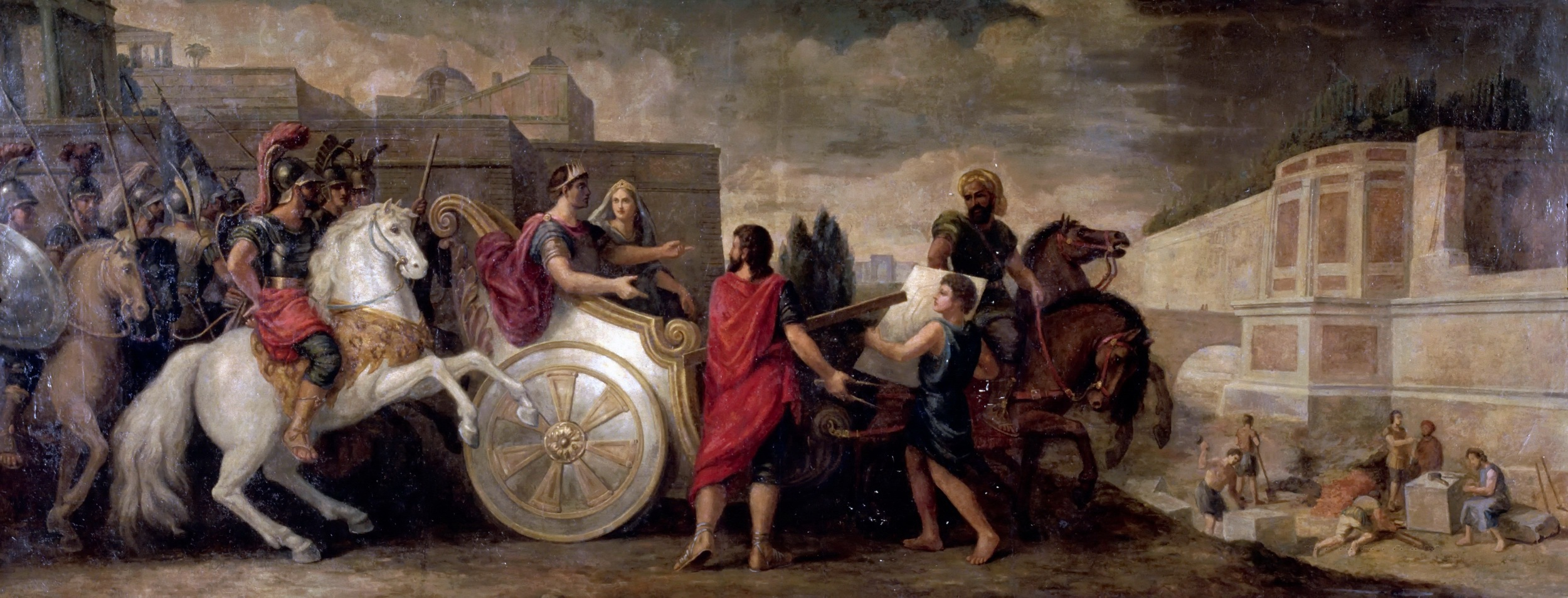
Representación en pintura de Amitis.

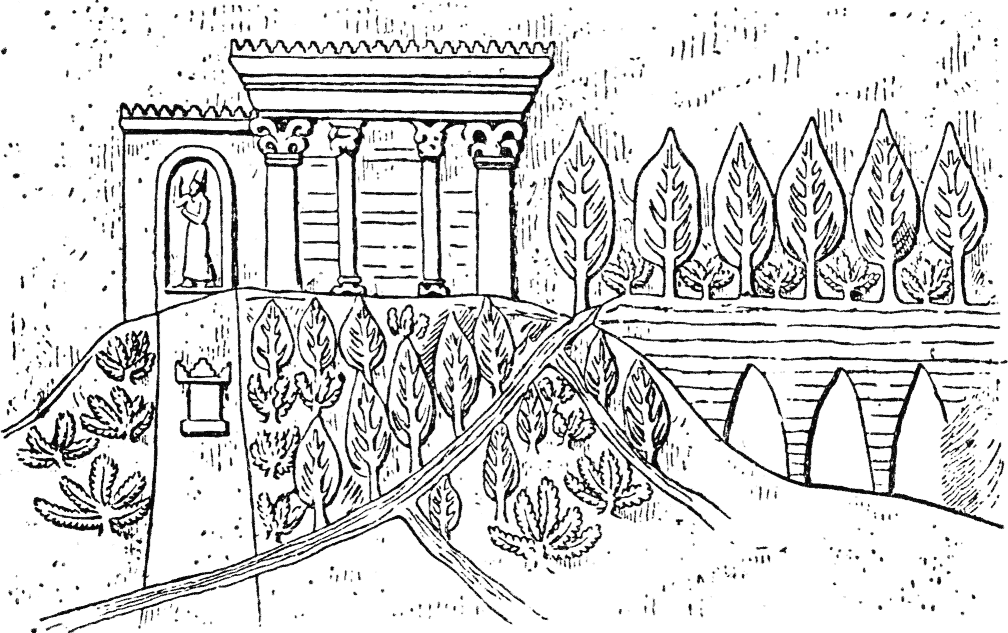
Amuhia o Amitis de Media (c. 630-565 a. C.) fue princesa del Imperio Medo, era la hija o nieta del rey medo Ciáxares, y posteriormente la esposa del rey Nabucodonosor II de Babilonia.

Amuhia o Amitis de Media (c. 630-565 a. C.) fue una princesa del Imperio Medo, hija o nieta del rey medo Ciáxares, y posteriormente la esposa del rey Nabucodonosor II de Babilonia.

## Etimología
El nombre femenino medo y persa Amytis, atestiguado solo en la forma griega A´mytis, y latinizado Amitis, tal vez puede reflejar (con metátesis vocal) el antiguo persa * Umati- (equivalente al avestán humaiti), "que tiene buen pensamiento".

## Vida
Amitis nació de Ciáxares y su esposa, o del hijo de Ciáxares, Astiages, y de su nuera, Arienis. En cualquier caso, se cree que fue concebida fuera del matrimonio.[cita requerida]
De acuerdo a una versión de la historia atribuida a Alejandro, el Polímata por Eusebio de Cesarea, Sardanápalo, rey de los caldeos, le pidió a la hija de Astiages, Amitis, que se casara con su hijo, el futuro rey Nabucodonosor II.
La versión del historiador griego Abideno es un poco diferente. Busalossorus, un general al servicio del rey de Asiria, fue enviado a Babilonia para fortalecer y combatir una invasión por mar, pero planeó una traición y casó a Amuhean, hija de Azhdahak (Astiages), patriarca de los medos, con su hijo Nabucodonosor. Luego atacó la capital asiria, Nínive; Saraco, rey de Asiria, incendió el palacio y murió. Nabucodonosor tomó el reino y construyó un muro en Babilonia.
Amitis se casó con Nabucodonosor para formalizar la alianza entre las dinastías babilónica y meda.

## Jardines Colgantes de Babilonia
Una tradición recogida por Beroso el Caldeo relata que el anhelo de Amitis por las montañas boscosas del Imperio Medo llevó a la construcción de los Jardines Colgantes de Babilonia, ya que Nabucodonosor intentó complacerla plantando los árboles y plantas de su tierra natal.